# Diego Buonanotte
Diego Mario Buonanotte Rende (* 19. April 1988 in Teodelina, Provinz Santa Fe) ist ein argentinischer Fußballspieler, der seit 2021 auch die chilenische Staatsangehörigkeit besitzt. Der offensive Mittelfeldspieler steht seit 2024 beim CD O’Higgins unter Vertrag.

## Karriere
Buonanotte gab am 9. April 2006 sein Debüt in der Profimannschaft von River Plate. Bis zu seinem nächsten Ligaeinsatz dauerte es über ein Jahr, am 30. September 2007 wurde er gegen Rosario Central zur Halbzeit eingewechselt und erzielte beim 3:3 einen Treffer. Bereits eine Woche später stand er im Superclásico gegen die Boca Juniors in der Startaufstellung und verhalf seiner Mannschaft zu einem 2:0-Sieg über den Erzrivalen. Im Dezember 2007 führte das renommierte World Soccer Magazine Buonanotte in der Liste der „50 most exciting teenagers in the world game“. 2008 gewann der Teenager mit River Plate die Clausura 2008 in der argentinischen Primera División.
Von Sergio Batista wurde er für das olympische Fußballturnier 2008 in China nominiert. Bei diesem Turnier erzielte er ein Tor und gewann mit Argentinien die Goldmedaille.
Am 26. Dezember 2009 kam er mit dem Auto seines Vaters von der Straße ab und prallte gegen einen Baum. Drei seiner Freunde aus Kindheitstagen starben, Buonanotte selbst erlitt mehrere Knochenbrüche sowie Brust- und Armverletzungen.
Im Januar 2011 gelang ihm schließlich der Sprung nach Europa. Der spanische Erstligist FC Málaga verpflichtete den Argentinier für eine Ablösesumme von 4,5 Mio. €. Gleichzeitig wurde er für ein weiteres halbes Jahr an seinen vorherigen Arbeitgeber River Plate verliehen, sodass er zur Saison 2011/12 zu seinem neuen Team stieß.
Nach eineinhalb Jahren wechselte Buonanotte am 31. Januar 2013 ca. für 2,3 Mio. € innerhalb der Liga zum FC Granada. Um mehr Spielzeit zu erhalten, ging der Offensivspieler auf Leihbasis 2014 für ein Jahr zum CF Pachuca und 2015 für sechs Monate in die argentinische Heimat zum Quilmes AC.
Nach Ablauf seines Vertrages im Sommer 2015 bei Granada wechselte der Mittelfeldspieler ablösefrei zum AEK Athen. Dort konnte er sich allerdings auch nicht durchsetzen und spielte überwiegend in Pokalspielen, den er 2015/16 mit dem Klub gewann.
Im Juli 2016 zog es Buonanotte nach Chile zu CD Universidad Católica. Bei UC avancierte er zum Schlüsselspieler. In der Apertura 2016 traf der Argentinier in 13 Spielen acht Mal und wurde mit dem Universitätsklub Meister. Weitere Meisterschaften und Supercup-Siege folgten bis zu seinem Wechsel 2022. Im Dezember 2021 bekam Buonanotte zusätzlich zur argentinischen auch die chilenische Staatsangehörigkeit verliehen.
Im Juli 2022 gab er seinen Wechsel zum peruanischen Klub Sporting Cristal bekannt. 2023 kehrte Buonanotte nach Chile zu Unión La Calera zurück und wechselte im Januar 2024 zum CD O’Higgins.

## Erfolge
- Argentinischer Meister: Clausura 2008
- Olympiasieger: 2008
- Griechischer Pokalsieger: 2015/16
- Chilenischer Meister: Apertura 2016, 2018, 2019, 2020, 2021
- Sieger der Supercopa de Chile: 2016, 2019, 2020, 2021